# Zdzisław Greczner
Zdzisław Greczner ps. „Kruk” (ur. 1912 w Korczynie, zm. 17 lipca 1983) – podporucznik Armii Krajowej.
Był synem Franciszka i Julii z Krzemieńskich. Uczył się w szkole rolniczej w Suchodole. Do 1939 r. zarządzał majątkiem. Brał udział w kampanii wrześniowej 1939 r. Od 1942 r. do września 1944 r. dowodził Placówką AK OP-15 Korczyna kryp. „Konwalia”.
W październiku 1944 r. aresztowany został przez funkcjonariuszy Urzędu Bezpieczeństwa w Krośnie, wywieziony na Zamek w Rzeszowie, a następnie do łagrów Borowicze, Jegorsk, Swierdłowsk. Do Polski wrócił w 1947 r. 